# Députation forale du Guipuscoa

Blason du territoire historique du Guipuscoa, 1989.

La Députation forale du Guipuscoa (en castillan Diputación Foral de Guipúzcoa et en basque Gipuzkoako Foru Aldundia) est l'organe de gouvernement du territoire historique du Guipuscoa (communauté autonome du Pays basque).
Outre les compétences ordinaires qu'exercent les députations provinciales des autres provinces de l'Espagne, la Députation forale du Guipuscoa exerce des compétences spécifiques dérivées de sa nature comme territoire historique du Pays basque, en vertu de son statut d'autonomie, par exemple a d'importantes compétences fiscales, en urbanisme et dans les affaires sociales.

## Députation générale

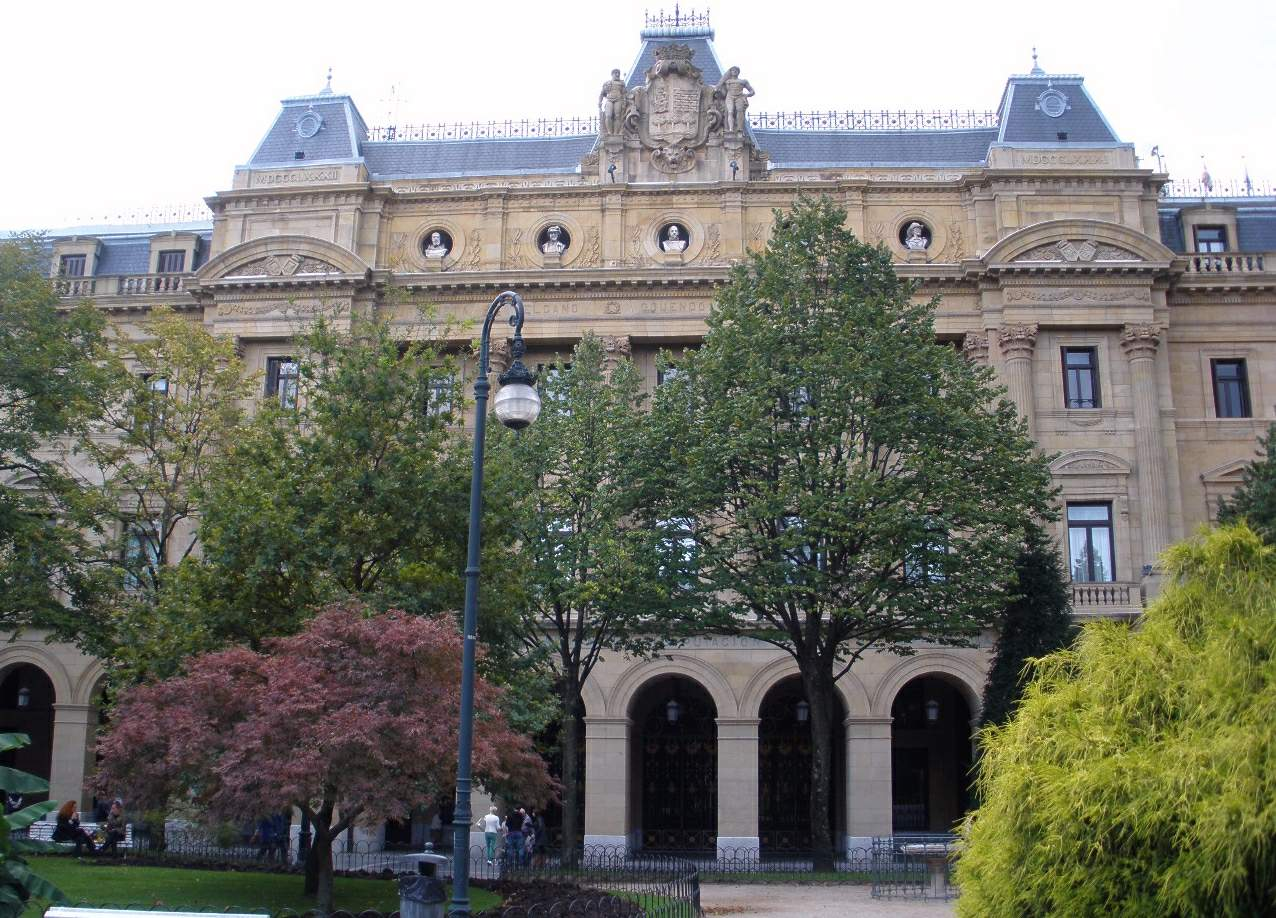
Siège de la députation forale du Guipuscoa

À la tête de la députation forale, se trouve le député général (en espagnol Diputado General et en basque Diputatu Nagusia ou Ahaldun Nagusia) élu par le parlement du Guipuscoa (en espagnol Juntas Generales de Guipúzcoa).

## Présidents de la députation depuis la transition
| Période     | Député général                         | Parti  |
| ----------- | -------------------------------------- | ------ |
| 1979-1983   | Xabier Aizarna Azula                   | PNV    |
| 1983-1985   | José Antonio Ardanza Garro             | PNV    |
| 1985-1991   | Imanol Murua Arregi                    | EA     |
| 1991-1995   | Eli Galdós Zubia                       | PNV    |
| 1995-2003   | Román Sudupe Olaizola                  | PNV    |
| 2003-2007   | Joxe Joan González de Txabarri Miranda | PNV/EA |
| 2007-2011   | Markel Olano Arrese                    | PNV    |
| 2011-2015   | Martin Garitano Larrañaga              | Bildu  |
| 2015-2023   | Markel Olano Arrese                    | PNV    |
| Depuis 2023 | Eider Mendoza Larrañaga                | PNV    |

### Sources
- (es) Cet article est partiellement ou en totalité issu de l’article de Wikipédia en espagnol intitulé « Diputación Foral de Guipúzcoa » (voir la liste des auteurs).